# Coupe du monde féminine de cricket de 1973
Navigation
1978
La Coupe du monde de cricket féminin de 1973 est la première édition de cette compétition. Elle se tient du 20 juin au 28 juillet 1973 en Angleterre. Sept équipes s'affrontent dans une poule unique, sans phase finale. L'épreuve est remportée par l'Angleterre. La compétition est parrainée par l'homme d'affaires Jack Hayward, qui finance son organisation. Elle précède de deux ans la première édition de la Coupe du monde de cricket masculin.

## Organisation

### Budget
Selon le bilan financier effectué par la Women's Cricket Association (WCA), les revenus de la Coupe du monde s'élèvent à 45 354 livres sterling, et les dépenses à 44 264 livres. Jack Hayward, mécène de la WCA, finance notamment la compétition à hauteur de 40 000 livres. Les dépenses de logement et de transport compte pour plus de 38 000 livres. L'association considère comme décevantes les recettes de billetterie, 1 449 livres, dont 700 pour tous les matchs autres que l'Angleterre - Australie joué à Edgbaston. Les écoles ne se sont pas déplacées en nombre aussi grand que prévu, et le programme souvenir a généré un déficit de 800 livres.

### Stades

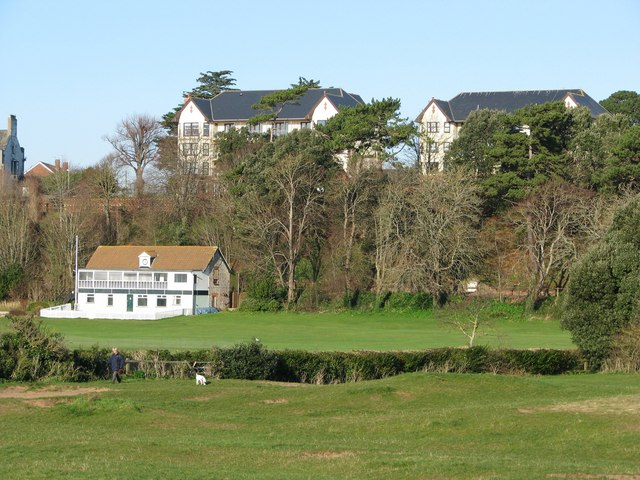
The Maer Ground, Exmouth.

| Stade                                 | Ville         | Match                                     |
| ------------------------------------- | ------------- | ----------------------------------------- |
| Aigburth Cricket Ground               | Liverpool     | Équipe internationale - Trinité-et-Tobago |
| Clarence Park                         | St Albans     | Nouvelle-Zélande - Trinité-et-Tobago      |
| County Ground                         | Hove          | Angleterre - Équipe internationale        |
| Dean Park Cricket Ground              | Bournemouth   | Australie - Angleterre jeunes             |
| Ealing Cricket Club Ground            | Ealing        | Jamaïque - Trinité-et-Tobago              |
| Edgbaston                             | Birmingham    | Angleterre - Australie                    |
| Fenner's                              | Cambridge     | Trinité-et-Tobago - Angleterre jeunes     |
| Gore Court                            | Sittingbourne | Jamaïque - Angleterre jeunes              |
| Hesketh Park                          | Dartford      | Australie - Nouvelle-Zélande              |
| Leicester Ivanhoe Cricket Club Ground | Kirby Muxloe  | Équipe internationale - Jamaïque          |
| Kew Green                             | Londres       | Jamaïque - Nouvelle-Zélande               |
| Tring Park                            | Tring         | Australie - Trinité-et-Tobago             |
| Manor Fields                          | Bletchley     | Équipe internationale - Angleterre jeunes |
| Park Avenue                           | Bradford      | Angleterre - Jamaïque                     |
| Queen's Park                          | Chesterfield  | Équipe internationale - Nouvelle-Zélande  |
| St Helens                             | Swansea       | Australie - Équipe internationale         |
| The Maer Ground                       | Exmouth       | Angleterre - Nouvelle-Zélande             |
| The Saffrons                          | Eastbourne    | Nouvelle-Zélande - Angleterre jeunes      |
| Valentines Park                       | Ilford        | Angleterre - Angleterre jeunes            |
| Wolverhampton Cricket Club Ground     | Wolverhampton | Angleterre - Trinité-et-Tobago            |
| York Cricket Club                     | York          | Australie - Jamaïque                      |

## Déroulement

### Règlement
Toutes les équipes se rencontrent une fois dans une poule unique. Une victoire rapporte quatre points, un match non joué ou abandonné pour cause d'intempéries vaut un point. En cas d'égalité de points entre deux ou plusieurs équipes, c'est le nombre moyen de courses marquées par série de lancers qui les départage. Au cours d'un match, chaque équipe dispose d'une manche de 60 séries pour marquer, et chaque série compte six lancers.

### Matchs
| Date       | Équipe 1              | Score 1 | Équipe 2              | Score 2 | Vainqueur             | Marge               |
| ---------- | --------------------- | ------- | --------------------- | ------- | --------------------- | ------------------- |
| 20 juin    | Jamaïque              | NC      | Nouvelle-Zélande      | NC      | Match abandonné       | NC                  |
| 23 juin    | Angleterre jeunes     | 57      | Australie             | 58/3    | Australie             | 7 guichets          |
| 23 juin    | Angleterre            | 258/1   | Équipe internationale | 123/8   | Angleterre            | 135 courses         |
| 23 juin    | Nouvelle-Zélande      | 197     | Trinité-et-Tobago     | 61      | Nouvelle-Zélande      | 136 courses         |
| 30 juin    | Trinité-et-Tobago     | 124     | Australie             | 125/3   | Australie             | 7 guichets          |
| 30 juin    | Nouvelle-Zélande      | 136/8   | Équipe internationale | 140/8   | Équipe internationale | 2 guichets          |
| 30 juin    | Jamaïque              | 124     | Angleterre jeunes     | 101     | Jamaïque              | 23 courses          |
| 4 juillet  | Jamaïque              | 97      | Trinité-et-Tobago     | 98/8    | Trinité-et-Tobago     | 2 guichets          |
| 7 juillet  | Australie             | 137/6   | Nouvelle-Zélande      | 102     | Australie             | 35 courses          |
| 7 juillet  | Angleterre            | 191/7   | Jamaïque              | 128/9   | Angleterre            | 63 courses          |
| 7 juillet  | Angleterre jeunes     | 165/7   | Équipe internationale | 151/8   | Angleterre jeunes     | 14 courses          |
| 14 juillet | Nouvelle-Zélande      | 105/7   | Angleterre            | 35/1    | Nouvelle-Zélande      | 11 courses (ajusté) |
| 14 juillet | Jamaïque              | 162/8   | Équipe internationale | 163/5   | Équipe internationale | 5 guichets          |
| 14 juillet | Angleterre jeunes     | 90      | Trinité-et-Tobago     | 91/5    | Trinité-et-Tobago     | 5 guichets          |
| 18 juillet | Angleterre            | 231/6   | Angleterre jeunes     | 102/7   | Angleterre            | 49 courses (ajusté) |
| 18 juillet | Trinité-et-Tobago     | 115/8   | Équipe internationale | 117/3   | Équipe internationale | 7 guichets          |
| 20 juillet | Trinité-et-Tobago     | 59      | Angleterre            | 62/2    | Angleterre            | 8 guichets          |
| 21 juillet | Équipe internationale | 5/1     | Australie             | NC      | Match abandonné       | NC                  |
| 21 juillet | Angleterre jeunes     | 174/6   | Nouvelle-Zélande      | 177/7   | Nouvelle-Zélande      | 3 guichets          |
| 28 juillet | Angleterre            | 279/3   | Australie             | 187/9   | Angleterre            | 92 courses          |

### Classement
| Rang | Équipe                | Pts | J | G | É | P | Ab | Taux de courses |
| ---- | --------------------- | --- | - | - | - | - | -- | --------------- |
| 1    | Angleterre            | 20  | 6 | 5 | 0 | 1 | 0  | 3,910           |
| 2    | Australie             | 17  | 6 | 4 | 0 | 1 | 1  | 2,848           |
| 3    | Nouvelle-Zélande      | 13  | 6 | 3 | 0 | 2 | 1  | 2,664           |
| 4    | Équipe internationale | 13  | 6 | 3 | 0 | 2 | 1  | 2,474           |
| 5    | Trinité-et-Tobago     | 8   | 6 | 2 | 0 | 4 | 0  | 1,976           |
| 6    | Jamaïque              | 5   | 6 | 1 | 0 | 4 | 1  | 2,343           |
| 7    | Angleterre jeunes     | 4   | 6 | 1 | 0 | 5 | 0  | 2,307           |